# Kari Hawker-Diaz
Kari Hawker-Diaz (* 12. Mai 1986 als Kari Hawker) ist eine US-amerikanische Schauspielerin und Moderatorin.
Hawker-Diaz moderiert aktuell bei KUTV Channel 2. Zuvor war sie bei ABC 4 tätig.

## Filmographie (Auswahl)
- 2005: Tennis, Anyone …?
- 2006: Propensity
- 2006: Jack’s Law
- 2006: Lightspeed
- 2006: Blind Dating
- 2006: Bonneville
- 2007: The Dance
- 2007: Ocean’s 13
- 2008: Wieners
- 2008: Blank Slate
- 2009: Das Weihnachtswunder
- 2011: Scents and Sensibility
- 2011: Snow Beast-Überleben ist alles
- 2011: 4
- 2012: Changing Hearts
- 2013: Friend Request
- 2017/2018: Mosaic
- 2018: Cinderella Love Story: A New Chapter
- 2019: Scarytale Ending: Cruella
- 2019: Yellowstone
- 2020: As Long as You Love Me So